# (12465) Perth Amboy
(12465) Perth Amboy (1997 AD10) – planetoida z pasa głównego asteroid okrążająca Słońce w ciągu 3,74 lat w średniej odległości 2,41 j.a. Odkryta 3 stycznia 1997 roku.